# هادی ضیاءالدینی
هادی ضیاءالدینی‌زاده (زاده ۱۳۳۵ در سنندج - )، مجسمه‌ساز، طراح و نقاش کُرد اهل ایران است.

## زندگی‌نامه
هادی ضیاءالدینی در سال ۱۳۳۵ در سنندج و محله «جور آباد» و در خانواده‌ای اهل شعر و عرفان متولد شد. قبل از دبستان به نقاشی پرداخت و بعد ازدوره ابتدائی اولین گامها را در مجسمه‌سازی برداشت و به گفته خود وی این دو را با رنج فراوان و بدون آموزش و کلاسی آکادمیک هم‌زمان پیش برده‌است.
ضیاءالدینی در سال ۱۳۵۶ وارد دانشکده هنرهای زیبای دانشگاه تهران شد.همچنین، او دایی هوتن شکیبا بازیگر سینما و تئاتر است.

## نمایشگاه‌ها

### نمایشگاه‌های داخلی (انفرادی و جمعی)
تهران، سنندج، اصفهان، تبریز، ایلام، همدان، مهاباد، سقز، مریوان، بانه، قشم، چابهار، کرمانشاه، اشنویه، بیجار، دیواندره
- برگزاری اولین نمایشگاه مجسمه‌های شخصی (با بیش از چهارده پیکره) در نگارخانۀ ارشاد.
- شرکت در دومین بی‌ینال مجسمه‌سازی ایران، موزۀ هنرهای معاصر تهران.

### نمایشگاه‌های خارج از ایران
چین، واشینگتن (ایالات متحده آمریکا)، لندن، برن (سوئیس)، مارتینی (سوئیس) ،ژنو (سوئیس) ،قرقیزستان ،قزاقستان ،ازبکستان ،کویت ،(اربیل)، (حلبجه)اقلیم کردستان عراق، سوریه

## شرکت در مسابقات
برگزیده در چهارمین بی ینال (دوسالانه) نقاشی ایران (موزه هنرهای معاصر تهران ۱۳۷۶)
برگزیده اولین بی ینال (دوسالانه) بین‌المللی طراحی ایران (موزه هنرهای معاصر تهران ۱۳۷۸)
منتخب اولین جشنواره هنرهای تجسمی اصفهان و دریافت دیپلم افتخار در زمینه مجسمه‌سازی ۱۳۶۷

## تجلیل
از ضیاالدینی در سال ۱۳۹۸ در کنگره جهانی مشاهیر کرد تجلیل شد و به وی کلید طلایی شهروند اعطا شد.

## آثار
- پیکرۀ تمام قد گاندی رهبر مردم هند، (در اندازه طبیعی)، ۱۳۵۳.
- پیکرۀ «چوپان» با ارتفاع سه متر در پارک آبیدر سنندج.
- پیکرۀ «آزادی» با ارتفاع شش متر در میدان آزادی سنندج.
- پیکرۀ «دو کودک» با ارتفاع چهار متر در پارک آبیدر سنندج.
- پیکرۀ «مولوی کُرد» با ارتفاع ۳/۵ متر در میدان مولوی کرد سنندج.
- پیکرۀ «کارگر» با ارتفاع ۴ متر در میدان کارگر سنندج.
- پیکرۀ «هه‌ژار» شاعر کُرد با ارتفاع ۴ متر در میدان هه‌ژار مهاباد.
- پیکرۀ «هیمن» شاعر کُرد با ارتفاع ۴ متر در میدان هیمن مهاباد.
- پیکرۀ «محمد قاضی» مترجم کُرد با ارتفاع ۴ متر در میدان محمد قاضی مهاباد.
- پیکرۀ «میر عماد قزوینی» با ارتفاع ۵ متر در میدان میر عماد قزوین.
- پیکرۀ «لذت رهایی» با ارتفاع ۳ متر در میدان پارک کودک اصفهان.
- پیکرۀ «شیخ محمود برزنجی» با ارتفاع ۸ متر در میدان شیخ محمد در سلیمانیه، کردستان عراق.
- پیکرۀ «مستوره اردلان» شاعر و تاریخ‌نگار کُرد با ارتفاع ۴ متر در خانقاه، سنندج .
- پیکرۀ «شیخ حسن علی (جگرخون)» شاعر کُرد در اربیل، کردستان عراق.
- نقش‌برجسته «سرباز مادی» با ارتفاع ۵/۲ در سردر موزۀ سنندج.
- نقش‌برجسته «زیویه» با وسعت ۱۰۰ متر مربع در میدان و ورودی پارک آبیدر سنندج.
- ساخت چندین سردیس از تیپ‌های مناطق مختلف کردستان جهت نمایش در موزۀ مردم‌شناسی خانۀ آصف سنندج.
- ساخت چندین سردیس از شخصیت‌ها و مشاهیر کُرد جهت نمایش در موزۀ مردم‌شناسی خانۀ آصف سنندج.
- پیکرۀ بیسارانی در سنندج.
- پیکرۀ انفال در اربیل، کردستان عراق.
- پیکرۀ مادر در میدان دایک، دیواندره.
- پیکرۀ معلم در دهگلان.
- پیکرۀ مقاومت مردم کردستان، بزرگترین مجسمۀ ایران با ارتفاع ۲۲ متر، پارک آبیدر سنندج.
- پیکرۀ مولانا در دانشگاه کردستان.

### کتاب
- کتاب هادی ضیاءالدینی: طراح، نقاش و مجسمه‌ساز[۳]

## نگارخانه

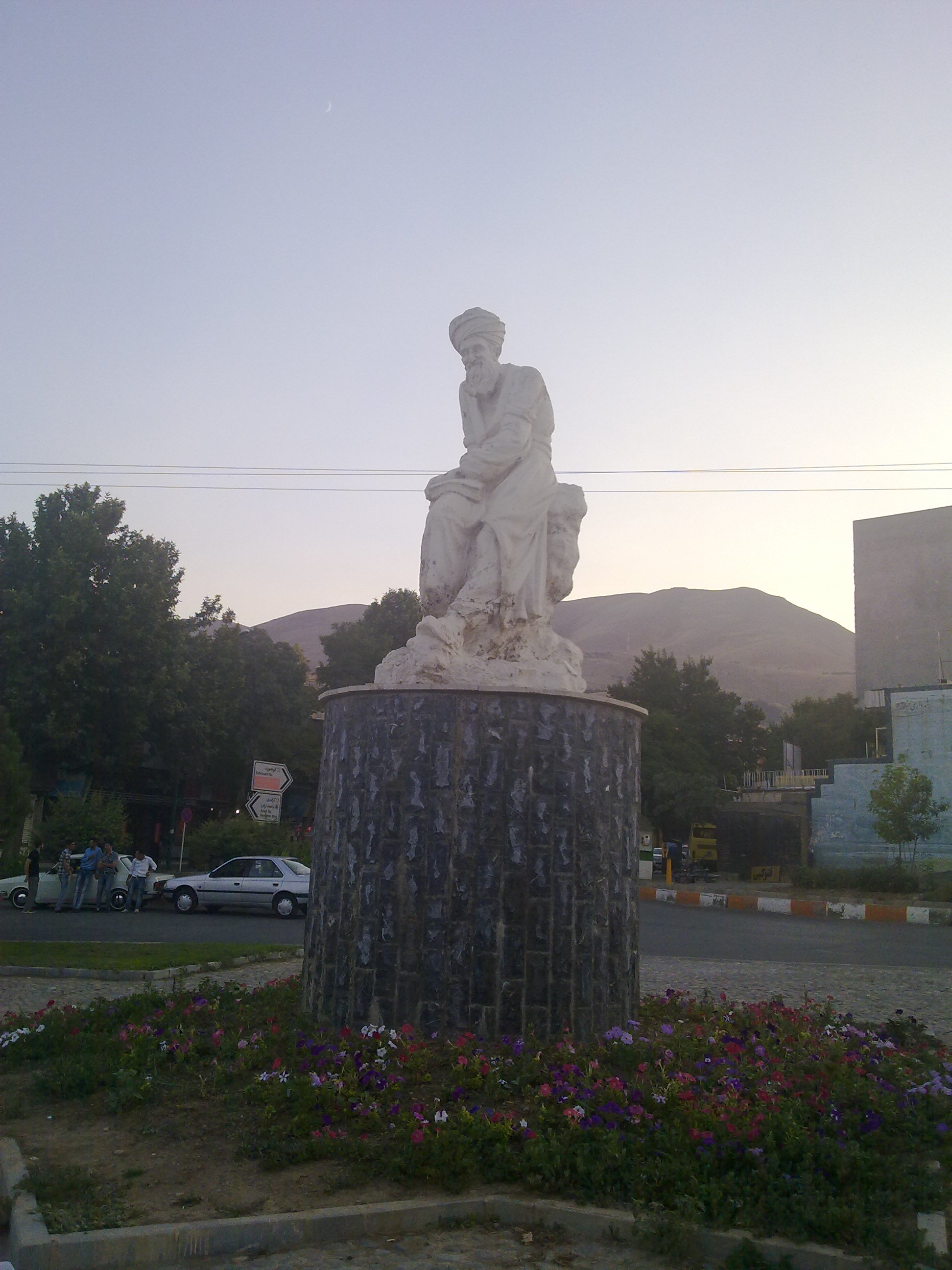
پیکرهٔ مولوی کرد در شهر سنندج، چهارراه صفری، اثر هادی ضیاءالدینی.